# (11002) Richardlis
(11002) Richardlis (1979 MD1) – planetoida z pasa głównego asteroid okrążająca Słońce w ciągu 5,24 lat w średniej odległości 3,02 j.a. Odkryta 24 czerwca 1979 roku.